# Streckenwärter

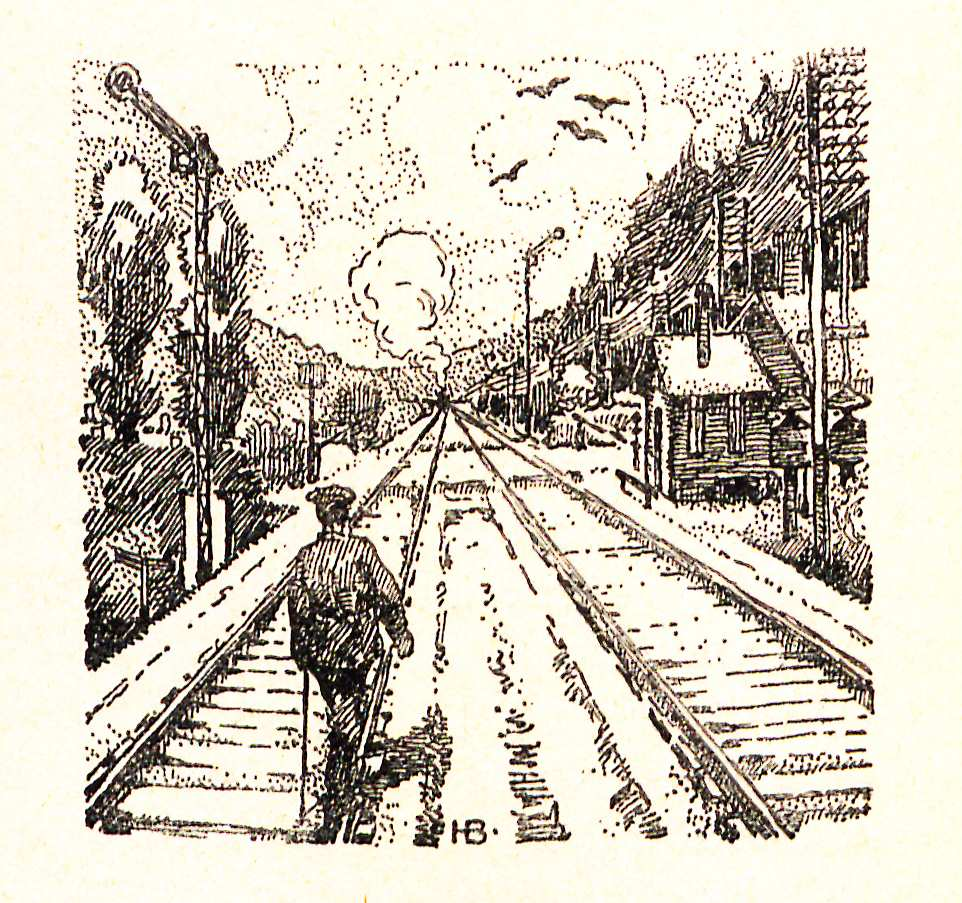
Hans Baluschek, Illustration zu BC^{4ü} : Die Geschichte eines Eisenbahnwagens (1922)

Ein Streckenwärter oder Bahnwärter, auch als Streckenläufer, Gleisgänger oder Streckengänger/-geher bezeichnet, ist die Bezeichnung eines Bediensteten der Eisenbahn, dessen Aufgabe es ist, den gesamten ihm zugeteilten Abschnitt einer Eisenbahnstrecke regelmäßig abzugehen und zu kontrollieren. Auch bei Seilbahnen werden Streckengänger eingesetzt.
In der Schweiz sind beispielsweise bei den Schweizerischen Bundesbahnen und bei der Rhätischen Bahn weiterhin Streckenläufer im Einsatz, ansonsten ist der Beruf weitgehend ausgestorben. Bei der Deutschen Bundesbahn gab es seit 1988 und bei der Deutschen Reichsbahn nach der Vereinigung mit der Deutschen Bundesbahn zur Deutschen Bahn AG im Jahr 1994 fast keine Streckenläufer mehr.
Streckenwärter wohnten oft in Bahnwärterhäuschen. Der Streckenwärter hatte von da aus den Abschnitt bis zu seinem benachbarten Bahnwärterhaus täglich zu überprüfen. Auf der Gotthardstrecke gab es ungefähr alle zwei bis vier Kilometer ein Bahnwärterhaus.

## Aufgaben des Streckenwärters

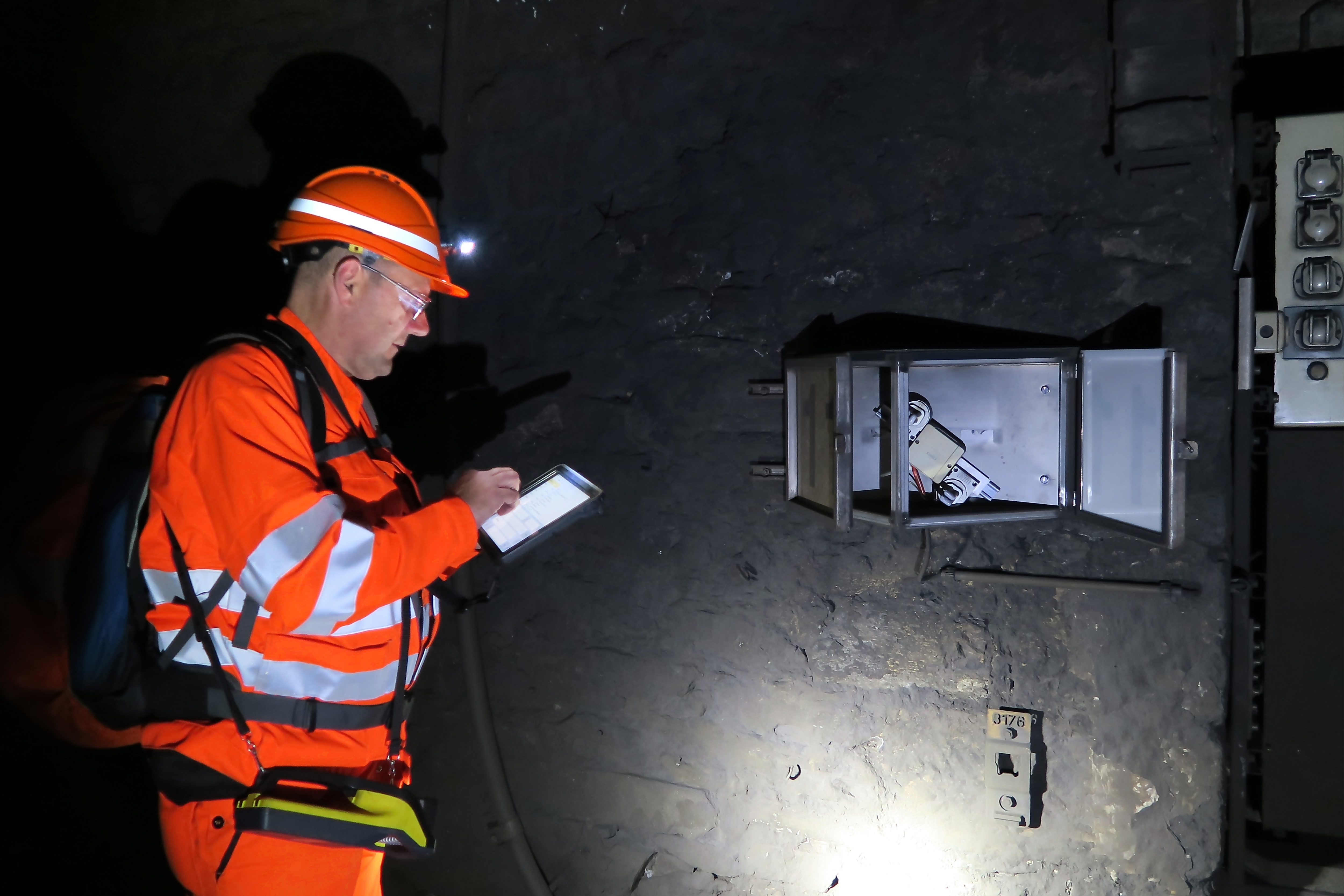
Mangel im Gotthardtunnel wird per Tabletcomputer erfasst (2015)

Hauptaufgabe des Streckenwärters ist die Kontrolle des ihm übertragenen Streckenabschnitts auf Veränderungen und Beschädigungen am Gleis wie Schienenbrüche oder Spurveränderungen und die Einleitung der notwendigen Maßnahmen. Behebbare Zustandsänderungen, wie locker gewordene Gleisbefestigungen, behebt der Streckenwärter mit dem mitgeführten Werkzeug umgehend selbst. Nicht sofort zu behebende Mängel müssen markiert, im Dienstbuch eingetragen und umgehend dem zuständigen Bahnmeister gemeldet werden. In dringenden Fällen muss der Streckenwärter für eine Sperrung der Strecke sorgen und notfalls Züge anhalten.
Neben dem Oberbau kontrolliert der Streckenwärter Schranken, Fernsprecher und sorgt besonders in den Sommermonaten für die Räumung brennbarer Gegenstände aus der Umgebung der Gleise, nicht nur auf mit Dampflokomotiven befahrenen Strecken.
Ursprünglich wurden die Streckenabschnitte bis zu dreimal täglich kontrolliert. Mit Fortschreiten der Oberbautechnik und dem damit geringeren Wartungsaufwand wurden im Lauf der Zeit die Intervalle – bei durchgehend geschweißtem Gleis auf eine Woche – gestreckt und die zu kontrollierenden Abschnitte auf bis zu 20 km verlängert. Mancherorts wurden auch Schienenfahrräder oder Gleiskraftwagen zur Kontrolle eingesetzt.

## Ausrüstung und Sicherheit

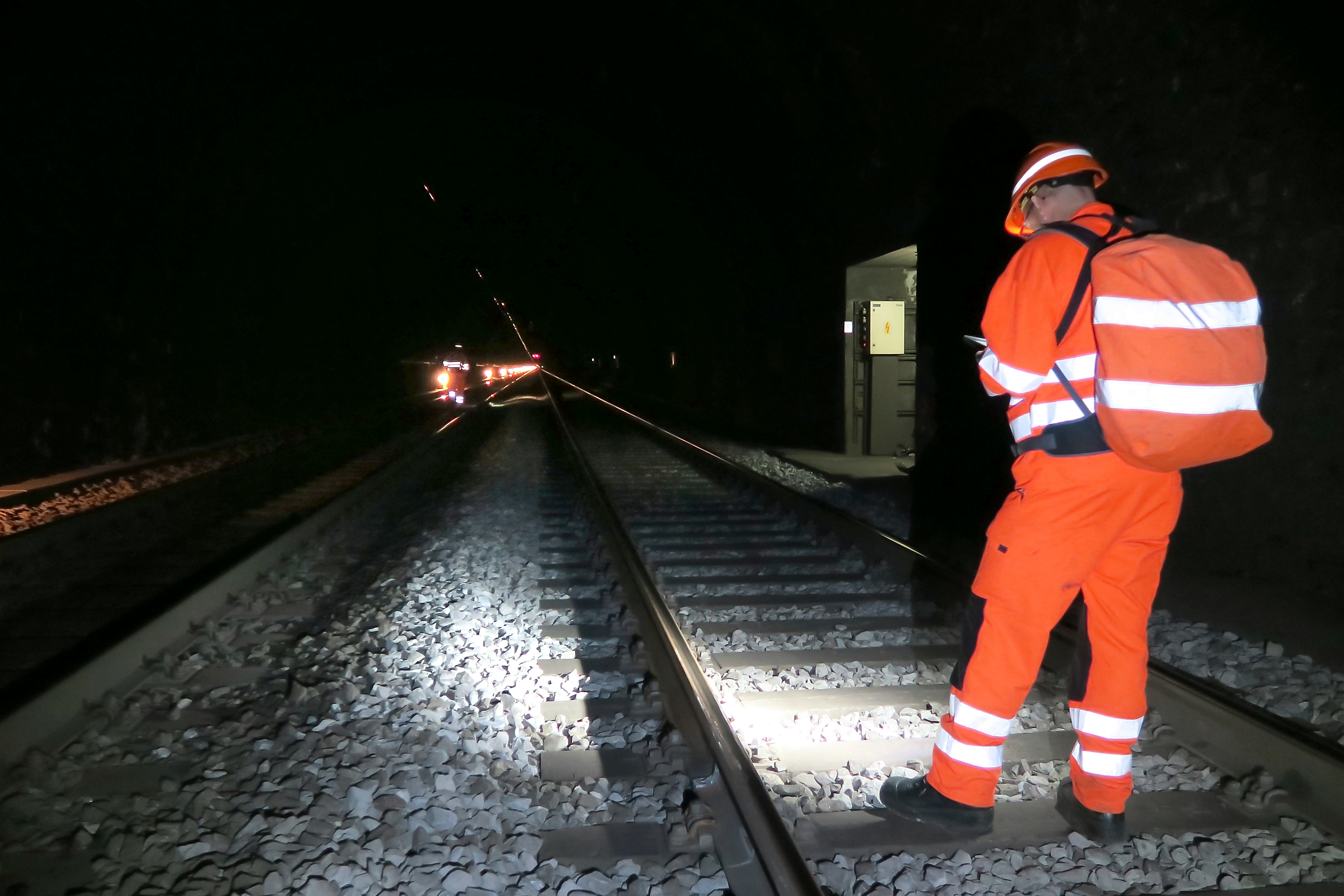
Streckenwärter im St.-Gotthard-Tunnel auf dem Weg nach Airolo (2015)

Zur Ausrüstung des Streckenwärters gehören ein Schraubenschlüssel und anderes Werkzeug, Signalflagge, Signalhorn und Knallkapseln, um Züge anhalten zu können. Zusätzlich muss der Streckenwärter eine richtig zeigende Uhr und einen aktuellen Fahrplan mitführen.
Die Arbeit im Gleis birgt erhebliche Gefahren für den Streckenläufer. Um diese auf ein Minimum zu reduzieren, gibt es eine Reihe von Vorschriften. So muss sich der Streckenläufer beim zuständigen Fahrdienstleiter melden und das Dienstbuch einsehen, in dem allfällige betriebliche Fahrplanabweichungen (Verspätungen, Vorsprungfahren, Verkehr von Sonderzügen) eingetragen sind. Er muss sich bei jedem Streckenfernsprecher melden.
Auf zweigleisigen Strecken hat der Streckenläufer immer jenes Gleis zu begehen, auf dem ihm die Züge entgegenkommen. Das ist in der Schweiz in der Regel das rechte Streckengleis. Auf Strecken mit Gleiswechselbetrieb darf erst nach Verständigung des Streckenläufers gegen die übliche Fahrtrichtung gefahren werden. In der Schweiz ist es Vorschrift, dass in diesem Fall die Regelfahrrichtung im Stellwerk festgehalten wird, sobald sich der Streckenläufer beim Fahrdienstleiter angemeldet hat. Zugfahrten in die Gegenrichtung sind so bis zur Aufhebung der Fahrtrichtungsfesthaltung nicht mehr möglich.
Wo keine solche Fahrtrichtungsfesthaltung existiert, muss ein Streckenläufer von einer Fahrplanabweichung verständigt werden. Wenn das nicht möglich ist, muss der Lokführer des betreffenden Zuges darüber verständigt werden, dass er mit Vorsicht über den betreffenden Streckenabschnitt fahren muss. Er muss seinen Zug also auf Sichtdistanz anhalten können. Während in den schweizerischen Fahrdienstvorschriften dieser Vorgang als „Fahrt auf Sicht über den […] gesicherten Streckenabschnitt“ bezeichnet wird, wird im betriebstechnischen Regelwerk der Deutschen Bahn das Ganze mit „Ablassen eines Zuges nach Ausfolgung eines Vorsichtsbefehls“ umschrieben.

## Ersatz
Mit der Entwicklung von neuen Oberbauformen sowie durch den Einsatz von regelmäßig verkehrenden Gleismesstriebwagen wie der Baureihe 725/726, Ultraschallschienenprüfzügen und anderen Einrichtungen zur Messung der Schienenoberfläche wurde der Einsatz von Streckengängern in Deutschland immer mehr zurückgedrängt und ist heute nur noch in Ausnahmefällen notwendig. Nur bei Vorliegen besonderer Umstände, wie Lawinengefahren oder Hochwässer, kommen Streckenläufer noch zum Einsatz. Die Deutschen Staatsbahnen beschäftigten bis 1988 knapp 300 Streckenläufer, die dann jedoch versetzt oder in den Ruhestand geschickt wurden. In Ostdeutschland ist der Beruf seit 1995 nahezu nicht mehr vertreten. Als einer der wenigen verbliebenen Streckenwärter blieb Peter Guth, der Streckengeher der Höllentalbahn, wegen der Besonderheiten der Strecke im Dienst. Zwischen Bad Doberan und Kühlungsborn ist Uwe Bellstedt seit 1999 alle zwei Wochen als Streckenwärter auf der 15,4 Kilometer langen Strecke der Bäderbahn Molli tätig, auf der der Einsatz eines Prüfzuges aus wirtschaftlichen Gründen nicht sinnvoll ist.
In der Schweiz hingegen wird trotz Gleismesswagen und Ähnlichem weiterhin an den Streckenläufern festgehalten. Man begründet dies damit, dass moderne Elektronik zwar Risse im Gleis viel präziser erkennt, jedoch nach wie vor ungeeignet ist, um Veränderungen im Gleisbett zu erkennen.
Bei der DB InfraGO AG werden die Strecken in regelmäßigen Abständen – abhängig von der Geschwindigkeit – abwechselnd vom Anlagenverantwortlichen Oberbau, Teamleiter Oberbau und Fahrbahnmechaniker abgelaufen.

## Sonstiges

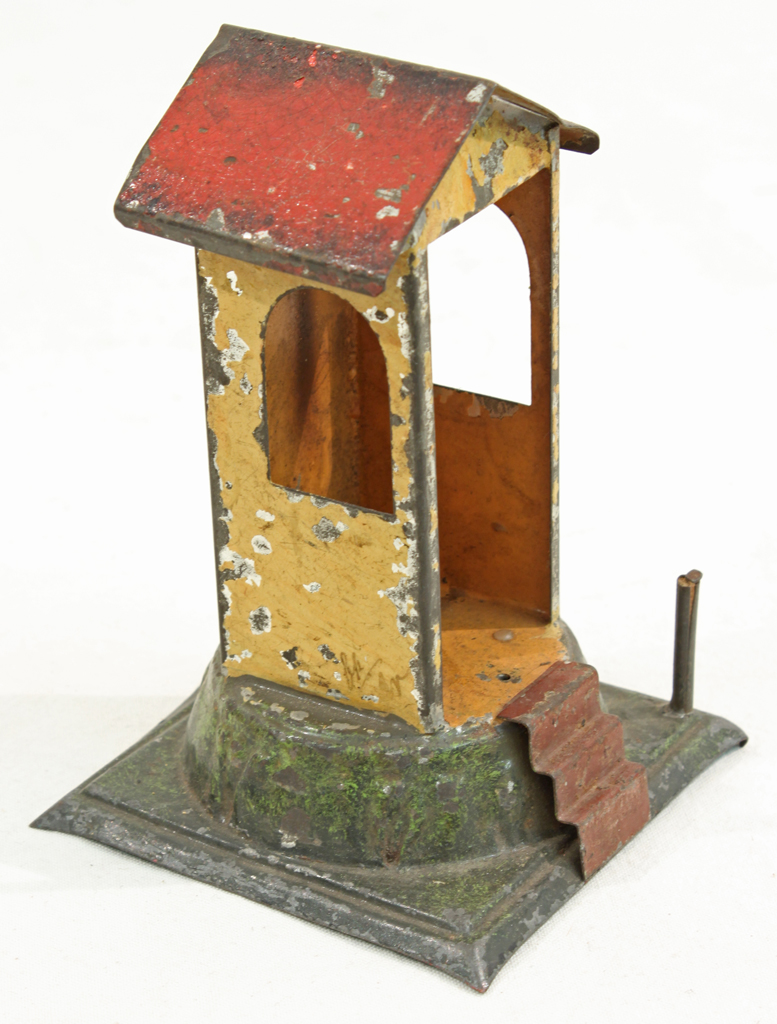
Kinderspielzeug Streckenwärterhäuschen aus Blech, um 1920.

Der einsame Beruf des Streckengehers (Streckenläufers) fand auch Einzug in den Film. In seinem Debütfilm Wallers letzter Gang (Deutschland, 1988) erzählt Regisseur Christian Wagner „einfühlsam, aber auch spannend die Geschichte eines Streckengehers (dargestellt von Rolf Illig) der Bahn (…), dessen Linie stillgelegt wird.“ Wallers letzter Gang wurde mit dem Bayerischen Filmpreis 1988, dem Preis der deutschen Filmkritik 1989 und dem Bundesfilmpreis 1989 ausgezeichnet.
Früher waren Familienangehörige verpflichtet, vorübergehend als Aushilfen die Aufgaben des Streckenwärters zu übernehmen, wenn er durch Krankheit dienstunfähig wurde und nicht selbst für Ersatz sorgen konnte.

## Vorschriften
- DRG: DA Ba-Schra – Dienstanweisung für die Bahnwärter und Schrankenwärter vom 1. April 1932
- DB: DS 814 – Vorschrift für den Schranken- und Streckenwärterdienst (VSS) vom 28. Mai 1972
- DR: DV 816 Th.1 – Dienstvorschrift für die Prüfung des Oberbaues und der Streckenanlagen, Teilheft 1: Aufgaben des Streckenwärters (vom 1. März 1983)